# Chiesa dei Santi Quirico e Giulitta (Novazzano)
La chiesa parrocchiale dei Santi Quirico e Giulitta è un edificio religioso che si trova a Novazzano, in Canton Ticino.

## Storia
La struttura viene citata per la prima volta in documenti storici risalenti al 1330, anche se è sicuramente più antica (il campanile venne eretto già nell'XI secolo). Dopo essere stata ricostruita una prima volta nel 1466, la chiesa venne ulteriormente riedificata negli anni 1776-1779, occasione in cui l'asse di simmetria venne invertito.

## Descrizione
La chiesa ha una pianta centrale, con copertura a botte e a cupola nella parte centrale.
Il transetto comunica con l'Oratorio dell'Annunciata, già cappella festiva della primitiva chiesa parrocchiale. All'interno dell'oratorio, affreschi di Giovanni Battista Tarilli e dei figli Cipriano e Giovan Domenico. Tra gli affreschi, spicca un'Ultima cena realizzata attorno al 1584. Lo stesso Oratorio ospita un altare tardobarocco del 1711, opera del mendrisiense Antonio Catenazzi.